# Shake It Off (chanson de Mariah Carey)
Cet article concerne la chanson de Mariah Carey. Pour la chanson de Taylor Swift, voir Shake It Off.
Singles de Mariah Carey
We Belong Together
(2005) Get Your Number
(2005)
Shake It Off est une chanson de l'artiste américaine Mariah Carey issue de son dixième album studio, The Emancipation of Mimi (2005). Elle est écrite par Carey, Jermaine Dupri, Bryan Michael Cox et Johntà Austin. La chanson est d'abord envoyée aux radios américaines le 12 juillet 2005 comme troisième single tandis que Get Your Number est lancée ailleurs. Cependant, Shake It Off sort plus tard en single en Australie et Nouvelle-Zélande ainsi qu'en double face A avec Get Your Number en Irlande et au Royaume-Uni. La chanson, décrite par Dupri comme un titre « ghetto », est majoritairement de style R&B mais se rapproche de la pop et du hip-hop avec une production simple. Les paroles suivent Carey qui se confronte à son amoureux infidèle, met les choses au point et rompt avec lui en laissant un message sur son répondeur.
La chanson est très bien accueillie par les critiques. Au niveau commercial, elle reste numéro deux du Billboard Hot 100 pendant six semaines, bloquée par un autre titre de Mariah Carey : We Belong Together. Par ailleurs, c'est la première fois qu'une femme occupe les deux premières positions du classement. La chanson connaît aussi le succès dans d'autres pays en étant sixième en Australie, cinquième en Nouvelle-Zélande, quinzième en Irlande et neuvième au Royaume-Uni.
Carey interprète Shake It Off lors des MTV Video Music Awards de 2005 avec We Belong Together, les World Music Awards de 2005, l'émission Top of the Pops et lors d'autres apparitions télévisuelles. Toutes ces prestations sont mises en scène avec des éléments du clip comme la Lamborghini Murciélago ou l'inscription « MIMI ». De plus, elle donne un concert pour Good Morning America et pour l'évènement Dick Clark's New Year's Rockin' Eve with Ryan Seacrest. Elle interprète Shake It Off lors de ses tournées The Adventures of Mimi Tour (2006), où les critiques parlent du passage le plus énergique du concert, et Angels Advocate Tour (2009).
Le clip, réalisé par Jake Nava, présente plusieurs costumes extravagants. Il suit tout le long Carey qui quitte l'appartement chic de son copain et se balade dans « Hollyhood » avec un autre homme, joué par l'acteur Chris Tucker. Tout au long de la vidéo, elle laisse plusieurs messages à son copain, comme celui qu'elle lui laisse en étant assise sur une grande table. Le début et la fin émettent un contraste car elle se trouve d'abord dans une baignoire avec des pétales de rose et finit devant un coucher de soleil. La vidéo est nommée dans la catégorie « Meilleure vidéo R&B » lors des MTV Video Music Awards.

## Genèse
En 2001, Carey souffre d'une « dépression nerveuse » et doit abandonner toute promotion de la bande originale Glitter et du film du même nom,. Après avoir été hospitalisée pour épuisement, le film reçoit des critiques acerbes, tout comme la bande originale, et est un échec commercial,. Après l'absence de Carey auprès du grand public et l'abandon de toute promotion, son contrat de cent millions de dollars avec Virgin Records est ramené à cinquante,. Après s'être rétablie et avoir complété le contrat avec Virgin, elle commence à travailler sur son « retour à la scène » avec Charmbracelet (2002). Même si l'album contient plusieurs ballades, et permet à Carey de récupérer son public des années 1990, les critiques spéculent que sa carrière est terminée.
Alors que Glitter rappelle la musique des années 1980 et contient des chansons plus rythmées, Charmbracelet n'en contient aucune mais abrite des mélodies plus douces. Lors de sa critique, Stephen Thomas Erlewine est très sévère avec les chansons de l'album mais aussi avec la voix de Carey qui est « en lambeaux » selon lui. Il écrit : « Chaque fois qu'elle chante, c'est un sifflement grinçant derrière sa petite voix et elle peine à faire des vocalises tout au long du disque. Elle ne peut pas roucouler ou chantonner ni interpréter sa marque de fabrique. Sa voix est endommagée, et il n'y a pas un moment où cela semble puissant ou attrayant ». Même s'il attire une forte attention médiatique sur Carey et son retour à la musique, ainsi qu'un nouveau contrat avec Island Records, il n'arrive pas à connaître le succès qu'elle avait dans les années 1990 et ne se vend qu'à cinq millions d'exemplaires dans le monde,. Après la sortie de l'album et la tournée, Carey commence à travailler sur son dixième album studio, intitulé The Emancipation of Mimi,.

## Enregistrement
« J'avais déjà ce rythme avant qu'elle aille en studio. Elle est venue, elle a entendu ce rythme et a dit : « Yeah, c'est ce que je veux ». C'est l'une des premières chansons que nous avons faites. Je ne savais pas vraiment quoi faire avec elle car je n'avais entendu aucune chanson de l'album mais j'ai senti qu'elle n'avait pas cette énergie sur son album ».
En novembre 2004, Carey a déjà enregistré plusieurs chansons pour son dixième album studio intitulé The Emancipation of Mimi. Lorsqu'elle s'entretient avec L.A. Reid, celui-ci lui suggère de produire quelques bons singles pour que le projet tienne dans le commerce. Il s'appuie sur le fait qu'elle a écrit quelques tubes avec Jermaine Dupri pour la pousser à aller le rejoindre à Atlanta. Lors d'une interview avec MTV, elle reparle de cet entretien : « L.A. m'a dit, « Jermaine Dupri et toi faites quelque chose de magique ensemble, pourquoi n'irais-tu pas en studio avec lui ? » J'ai répondu : « J'adore Jermaine, il est libre ? Je sais qu'il fait beaucoup de choses, avec Usher, tout ça... ». Mais Jermaine a dit : « OK, viens » ». Durant ces deux jours, le duo écrit et produit trois voire quatre singles éventuels avec parmi eux, Shake It Off et Get Your Number. À ce moment-là, Carey et son label décide de changer le premier single, qui devait être Say Somethin', au profit de Shake It Off. En effet, lorsqu'elle a entendu le morceau, elle s'est dit : « C'est ma chanson préférée » et décide de la choisir comme premier single.
Lors de l'un de ses derniers entretiens avec Reid, elle décide de retourner à Atlanta, dans l'espoir d'écrire d'autres belles chansons. Lors du second voyage, Dupri et elle écrivent deux dernières chansons et l'ajoutent à l'album, il s'agit de We Belong Together et It's Like That. Elle dit : « OK, nous aimons Shake It Off. Nous ne savons pas comment nous pourrions faire mieux, alors essayons. Il se trouve que It's Like That peut être le meilleur coup de fouet pour l'album et que We Belong Together est la meilleure chanson ». Après avoir écouté les deux dernières pistes qu'ils ont composées, Carey et son label choisissent It's Like That à l'unanimité comme premier single même si Carey aurait préféré que ce soit Shake It Off. Carey raconte son voyage à Atlanta : « Je lui étais si reconnaissante à mon arrivée. Je lui ai dit que nous avions écrit la plupart de mes chansons favorites sur l'album. Je suis tellement fière de Jermaine – il est tellement concentré, et il sait ce qu'il faut faire. Vous ne pouvez jamais assez remercier son talent ». Lors d'une interview pour MTV, elle décrit l'album : « L'album ne doit pas rendre les vieux producteurs heureux en faisant un retour aux sources, avec des ballades sentimentales, ou quelque chose qui s'appuie sur les drames de ma vie. Ce que j'essaie de faire c'est des petites sessions très éparses, simples, comme la musique soul des années 1970... ».

## Structure musicale
Shake It Of est une chanson R&B et pop de tempo modéré avec un rythme hip-hop et une production « écrasante, ». Écrite et produite par Carey, Jermaine Dupri, Bryan Michael Cox et Johntà Austin, la chanson garnit plusieurs comparaisons avec certaines pistes de l'album Confessions d'Usher,. Selon la partition publiée par Musicnotes.com de W.B.M. Music Corporation, Shake It Off a une mesure en 4/4 et un tempo de 66 pulsations par minute. Elle est composée dans la tonalité de Ré majeur et la voix de Carey s'étend entre les notes La3 à Ré5. La chanson suit la séquence Si mineur7, La mineur7 et Sol majeur7 comme progression d'accords. Elle interprète les couplets et le refrain dans un registre plutôt grave jusqu'à ce que Carey, selon Jon Pareles de The New York Times, « s'autorise quelques notes aiguës comme ornement de fond » vers la fin de la chanson. Selon les guides des albums de Carey par Rolling Stone, Dupri laisse sa marque de fabrique sur les meilleures pistes comme Shake It Off, avec une production et un rythme « syncopés » et « dynamiques ». Les paroles expliquent la confrontation d'une personne contre son petit copain infidèle et qui rompt avec lui en lui laissant un message sur le répondeur. Elle met ses biens les plus précieux dans une valise et décide de partir. Plusieurs critiques soulignent les paroles de la chanson sur leurs meilleures facettes et les décrivent comme un hymne féminin. Alors que les paroles présentent un message de résistance féminine, Larry Katz du Boston Herald les trouve « sottes » et « drôles ». En lisant « Just like the Calgon commercial / I really gotta get up out of here », Carey dit à son petit copain qu'elle le quitte en faisant la référence « intelligente » d'une publicité. En parlant des paroles, Lawrence Farber de Windy City Times écrit : « Elles sont une approche ludique à l'amertume ». Elle chante ensuite : « By the time you get this message / It's gonna be too late / So don't bother paging me / 'Cause I'll be on my way », ce qui montre que leur relation est terminée et qui ne devrait pas essayer de rattraper la situation. Elle fait aussi référence à son ifidélité dans : « with this one and that one / By the pool, on the beach, in the streets, ». Lors d'une interview pour MTV, Dupri décrit la composition de la chanson :

« Shake It Off, c'est juste... cela vient du style que j'ai utilisé pour Confessions. Il y a beaucoup d'ingrédients dedans car je n'ai jamais pensé que Mariah puisse faire un retour à la scène. Quand vous entendez cette chanson – l'ensemble de la chanson, la façon dont elle actionne cela et l'affaire dont elle parle... Je savais que ce disque ferait du bruit parce que vous n'avez jamais entendu Mariah parler de ça. Elle dit : « J'ai pris mes Louis Vuitton ». Elle le prend vraiment du côté ghetto. Je savais que cela choquerait certains. Et que cela les touchera du mauvaise façon ou alors ils l'aimeront. »

## Accueil

### Critique
Shake It Off reçoit généralement de bonnes critiques. Bill Lamb d'About.com donne la note de trois étoiles sur cinq et complimente les paroles et la composition, en disant qu'elles « représentent plus qu'un morceau agréable de pop fourre-tout ». Lamb, cependant, pense qu'il y a plus de titres adéquats sur l'album et écrit qu'elle pourrait être « invraisemblablement l'un des tubes de Carey les plus mémorables ». Stephen Thomas Erlewine choisit Shake It Off comme la meilleure piste de l'album. Michael Paoletta de Billboard donne une critique positive en complimentant les paroles, la composition et la voix de Carey. Il conclut sa critique en affirmant que la chanson pourra être un succès : « Après que We Belong Together l'a ramenée à la radio, Shake It Off devrait donner à Carey une bonne chance pour l'étape suivante ». Certains critiques la comparent fortement à l'album Confessions d'Usher. Sal Cinquemani de Slant Magazine écrit : « Mariah mord trop fortement sur le style de ses successeurs : Usher par le biais de Dupri sur Shake It Off » tandis que Dan Gennoe de Yahoo! dit que la chanson est « Usher-lite ». Lawrence Ferber de Windy City Times décrit Shake It Off comme une piste « hors-normes » de l'album. Quand elle parle du titre à Ferber, Carey le considère comme sa piste préférée de The Emancipation of Mimi : « Shake It Off peut s'appliquer à tout. Quels que soient les problèmes personnels que nous traversons, vous mettez la chanson et vous perdez l'angoisse ou l'intensité du moment. J'écouterais cette chanson quand je sortirais d'une réunion ennuyeuse. Je m'en irai ». Alors que Todd Burns de Stylus Magazine la trouve « sensuelle », un journaliste de Fort Worth Star-Telegram trouve les paroles « brutes » et « ghettos ». De manière similaire, Chris Gaerig de The Michigan Daily critique la voix « désinvolte » de Carey et écrit : « Carey chante comme un garçon de 13 ans en pleine puberté et qui chante une chanson dans une compétition de collège ».

### Commercial

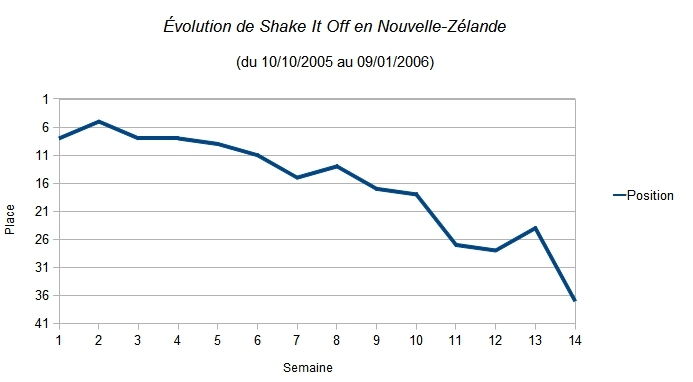
Évolution de Shake It Off dans le hit-parade néo-zélandais.

Aux États-Unis, Shake It Off entre dans le Billboard Hot 100 à la 66e place. Au bout de la septième semaine, elle arrive en seconde position juste derrière We Belong Together et Carey devient la première femme à occuper les deux premières positions. Shake It Off reste encore six semaines après que We Belong Together est redescendue de la pole position et reste derrière Gold Digger de Kanye West,. La chanson reste dans le Hot 100 pendant 26 semaines et finit à la quinzième place du classement annuel. La chanson connaît du succès dans d'autres classements du Billboard en étant numéro un du Pop Songs et devient son second numéro un après We Belong Together. Elle atteint la seconde place du Hot R&B/Hip-Hop Songs et la 27e du Hot Dance Club Play. Shake It Off est certifiée disque d'or par la Recording Industry Association of America (RIAA) pour la vente de 500 000 exemplaires.
Shake It Off sort en single en Australie et en Nouvelle-Zélande fin 2005. Au Royaume-Uni, elle sort en double face A avec Get Your Number, le troisième single desservi en Europe à ce moment-là. La chanson connaît beaucoup de succès en dehors des États-Unis Elle atteint les cinquième et sixième positions en Australie et en Nouvelle-Zélande,. Elle est certifiée disque d'or par l'Australian Recording Industry Association (ARIA) pour la vente de 35 000 exemplaires. Dans le hit-parade britannique, la chanson débute au neuvième rang dans la semaine du 15 octobre 2005. Elle redescend à la dixième place la semaine suivante et passe huit semaines dans le classement.

## Remix
Shake It Off est une autre chanson de Carey remixée avec un artiste de hip-hop comme elle l'a fait plusieurs fois dans le passé. Depuis qu'elle a incorporé du hip-hop en 1995 dans le remix de Fantasy avec Ol' Dirty Bastard (O.D.B.). La chanson est considérée comme l'une des premières à présenter un « duo de voyous ». Selon Kalefa Sanneh de The New York Times : « De nos jours, les stars populaires soignées doivent collaborer avec des rappeurs durs à cuire, mais quand Madame Carey s'associe avec Ol' Dirty Bastard du Wu-Tang Clan pour le remix de Fantasy, c'est une surprise et un coup ». Au début, elle devait collaborer avec Jay-Z mais elle choisit finalement Young Jeezy qui considère cela comme « l'apparition au meilleur profil à ce jour » qui se soit présentée. Lors d'une interview pour MTV, Jeezy décrit comment il a été contacté pour le remix :

« Quand j'ai reçu l'appel [de Mariah], je me suis dit : « Je ne sais pas si c'est pour moi ». Elle m'a dit : « Non, ça serait ton style de musique ». J'ai dit : « Pour de vrai ? » puis Hov a appelé et a dit : « Je veux le faire avec toi ». Je me suis dit : « C'est génial ». Mais je suis venu et j'ai fait ça pour moi, j'ai fait ça bien. Premièrement, je ne pensais pas qu'elle voudrait le faire mais elle a appelé et a dit qu'elle aimait. Et tout était emballé. Fin de l'histoire. Mariah est connue pour faire des remixes de Mobb Deep à O.D.B. donc cela a été bien pour moi ainsi que pour Def Jam,. »

Selon Jayanthi Daniel de The New York Sun, les remiwes de Shake It Off et It's Like That l'ont aidé à cimenter son empreinte sur la scène musicale depuis la sortie de The Emancipation of Mimi en écrivant : « Les plusieurs mixtapes ont encore légitimé son retour ». Lors de sa critique sur le dernier album de Jay-Z, un journaliste de XXL donne une note de deux étoiles sur cinq au remix tout en critiquant les paroles « incohérentes », dont certaines manquent dans des paroles comme : « The Emancipation of M-I-M-I / I spray Lamas rrrah, rrrrah / Twenty worldwide nigga get your plaques / Guess who the fuck got his swagger back? ». Il conclut sur une note moyenne en disant : « Avec des gags ordinaires et une référence démodée à How Stella Got Her Groove Back, Jay semble manquer de ses fanfarons habituels sur ce remix de label blanc ».

## Clip

### Développement
Le clip devait d'abord être réalisé par Brett Ratner qui a déjà tourné deux vidéos. Cependant, Jake Nava en est le réalisateur car Ratner a d'autres obligations avec l'un de ses films. Il est filmé en même temps que Say Somethin' fin juin 2005. Quand elle décrit le tournage a une interview de MTV, Carey dit : « Nous faisons deux vidéos. Je suis juste en train d'en traiter un. Nous sommes venus avec de bonnes idées ». Quand on lui demande de détailler le synopsis, Carey refuse et répond : « C'est vraiment technique. C'est une nouvelle approche et je voudrais laisser [le réalisateur] l'expliquer. C'est un nouveau territoire ». Lors du tournage d'une scène où elle porte une paire de chaussures à talon haut, elle a ramené plusieurs paires durant le tournage. Quand Nava lui suggère de porter des chaussures plates, Carey répond : « Mes pieds les repousse ». Quand on lui rappelle ce moment dans une autre interview, elle déclare que ses pieds « agonisent » et répond : « Mes talons aiguilles font saigner mes pieds. Riez si vous voulez, mes pieds sont blessés ».

### Synopsis
Le clip est réalisé par Jake Nava et Carey change plusieurs fois de vêtements dans un synopsis et notamment dans un décor luxueux où elle annonce qu'elle quitte son petit ami. La vidéo commence et on voit un écran de télévision où apparaît « MIMI » puis Dupri qui commence l'introduction. Alors que la télévision s'éteint, on trouve Carey dans une baignoire remplie avec des pétales de rose. Puis la caméra descend d'un étage pour montrer à nouveau Carey maquillée avec du fard bleu qui chante « By the time you get this message / It's gonna be too late / So don't bother paging me / 'Cause I'll be on my way » dans le téléphone. Puis la caméra nous montre une courte scène où on voit son petit ami qui regarde le message qu'elle lui a envoyé. Alors qu'il lit cela, il fume vers l'écran puis la caméra nous remontre Carey en manteau. Elle prend son sac et ouvre la porte au moment où elle chante « So I packed up my Louis Vuitton / Jumped in your ride and took off, ».
Alors qu'elle sort de la maison, elle se retrouve dans « la rue de l'émancipation », un ghetto composée de plusieurs magasins avec des noms comme So So Fetch et Pink Yet Lavender. Elle marche le long d'un mur et croise Jermaine Dupri qui fait ici une brève apparition. Alors qu'elle penche sa tête contre le mur, son manteau glisse et deux filles dansent à côté de deux cabines téléphoniques. Carey apparaît ensuite dans une Lamborghini Murciélago avec Chris Tucker qui fait une brève apparition en tant que passager. Au loin, on peut voir une colline avec l'inscription « Hollyhood » pour faire référence au Panneau Hollywood. Elle envoie ensuite un second message à son petit-ami que l'on voit avec deux autres filles quand Carey chante : « with this one and that one / By the pool, on the beach, in the streets, ». Carey raccroche son téléphone juste après avoir passé le panneau et dit à son passager « Tiens le » tout en chantant : « Save this recording, because I'm never coming back home, ». On voit ensuite Carey sur les estrades d'un stade d'université en compagnie de Da Brat qui parle avec quelqu'un d'autre. Elle écrit le mot « MIMI » qui se transforme en un panneau de lumières devant lequel on voit Carey marcher vers un microphone. Elle danse et chante devant la caméra avec un ensemble noir et des bottes en léopard. Dans la scène finale, on la voit marcher sur la plage, face au soleil, où elle enlève son voile et révèle ainsi sa silhouette nue.

### Accueil critique
La vidéo est nommée dans la catégorie « Meilleure vidéo R'n'B » lors des MTV Video Music Awards de 2006 mais perd face à Check on It de Beyoncé. . De plus, elle est fortement diffusée sur MTV, VH1 et BET, recevant plus de 500 000 demandes dans les premières 24 heures. À cette époque, les clips étaient souvent visionnés à la télévision car des sites comme YouTube n'étaient pas très populaires. Durant cette période, Yahoo! et Aol commencent à autoriser les gens à regarder des clips librement sur leur site et autant de fois qu'ils le veulent. Après le lancement de ces sites, Billboard déclare que Shake It Off a reçu près de deux millions de vues lors du premier jour de sa diffusion, un record pour les sites à l'époque. La vidéo reçoit de bons avis parmi les critiques et les fans comme ce journaliste de The Sacramento Bee qui déclare que Carey est impressionnante à 35 ans, et qu'au bout de quinze ans, elle a fait une vidéo populaire. Il la trouve aussi « impertinente, drôle et ghetto » et la considère comme l'une de ses meilleures vidéos.

## Interprétations scéniques

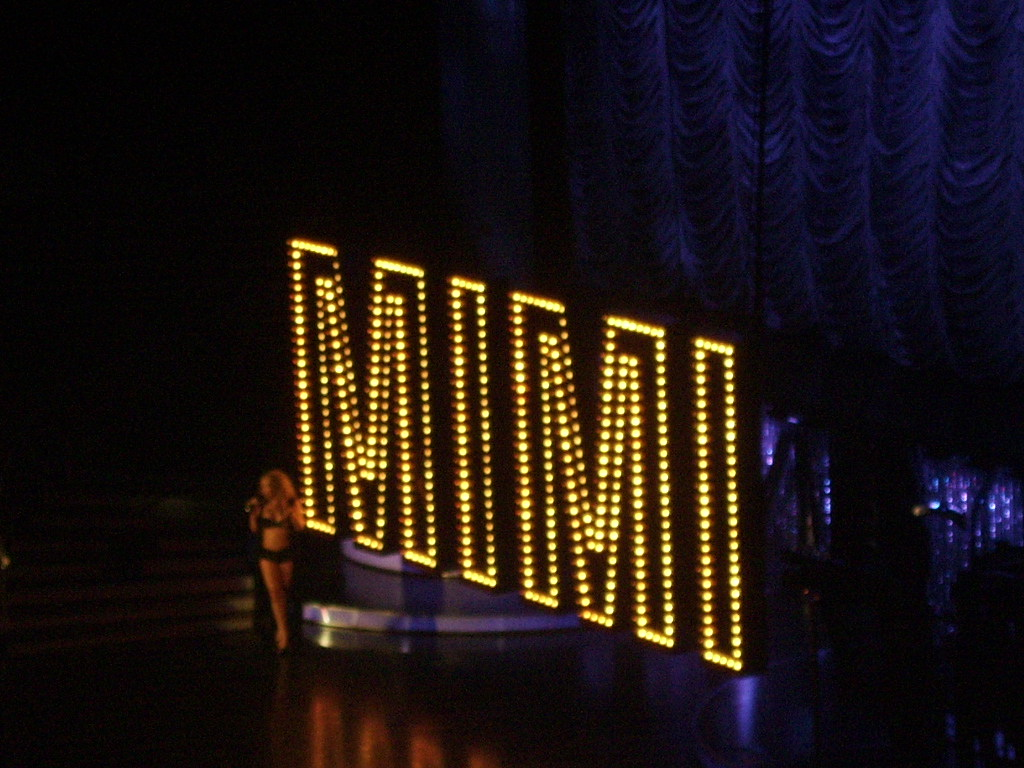
Mariah Carey interprète ici Shake It Off lors de la tournée The Adventures of Mimi Tour.

Peu après la sortie de It's Like That, Carey embarque dans une tournée européenne et asiatique afin de promouvoir The Emancipation of Mimi et ses singles. Au Royaume-Uni, Carey chante It's Like That, We Belong Together et Shake It Off lors d'une apparition en deux parties à l'émission Top of the Pops. Après être retournée en Amérique, Carey annonce la sortie de son album lors d'une interview et d'un concert à Good Morning America. Le concert a lieu au Times Square et rassemble le plus grand nombre de personnes depuis le nouvel an 2004 et Carey interprète les trois premiers singles, Fly Like a Bird et Make It Happen,. Le 3 août, USA Today annonce que Carey pourrait assister aux MTV Video Music Awards de 2005 le 28. La cérémonie se tient à l'American Airlines Arena dans le centre de Miami Beach et la prestation de Carey se tient au National Hotel à South Beach. À part The Killers, elle est la seule personne à avoir chanté dans un autre lieu de Miami. Après avoir été annoncée par Eva Longoria, Carey apparaît sur une longue scène dans la cour de l'hôtel tandis que Dupri ouvre la chanson avec un rap. Deux danseurs se tiennent se tiennent sur des plateformes à un côté de la scène. Après avoir interprété Shake It Off et We Belong Together, elle plonge dans la piscine avec Dupri et les danseurs.
Lors des World Music Awards de 2005, Carey interprète Shake It Off avec Dupri. Elle porte un short noir et une blouse rose et sort d'une Lamborghini Murciélago comme dans le clip. De plus, un panneau de lumière « MIMI » apparaît au fond de la scène comme à la fin du clip. La semaine suivante, elle interprète la chanson avec le nouveau single Get Your Number dans l'émission Top of the Pops. Le 15 novembre 2005, Chicago Tribune annconce que Carey pourrait assister à la fête de Thanksgiving entre Detroit Lions et Atlanta Falcons. Le 24, Carey interprète Shake It Off et son nouveau single, Don't Forget About Us. Un mois plus tard, elle célèbre le nouvel an à la télévision au Times Square Ball drop à New York. L'évènement, intitulé Dick Clark's New Year's Rockin' Eve with Ryan Seacrest, est diffusé sur ABC à 22 heures le 31 décembre et interprète une sélection de plusieurs singles dont Shake It Off,,. Carey inclut également la chanson dans la programmation des tournées The Adventures of Mimi Tour et Angels Advocate Tour. Dans la première, la prestation commence avec un panneau de lumière « MIMI » comme dans la vidéo qui descend sur scène. Alors que la chanson commence, Carey descend un escalier en spirale, inauguré par l'un de ses danseurs. Portant un bikini noir et une cape assortie, elle chante la chanson tandis que, selon certains critiques, elle exécute quelques mouvements physiques. Lors des Angels Advocate Tour, Carey interprète la chanson dans la première partie du concert. Selon Ryan Downey de MTV News, elle fait une « interprétation entraînante » et « met l'accent sur ce qui pourrait être une soirée festive ».

## Versions
CD single australien
1. Shake It Off (Album Version)
2. Shake It Off (Instrumental)
3. Secret Love
4. Shake It Off (Video)

CD single suédois
1. Shake It Off (Album Version)
2. Shake It Off (Remix feat. Jay-Z & Young Jeezy)

Vinyl 45 tours américain
1. Shake It Off (Remix Edit feat. Jay-Z & Young Jeezy)
2. Shake It Off (Remix feat. Jay-Z & Young Jeezy)
3. Shake It Off (Remix Instrumental feat. Jay-Z & Young Jeezy)

## Crédits
Crédits issus de l'album The Emancipation of Mimi
- Mariah Carey – composition, production, chant, chœurs
- Jermaine Dupri – composition, production
- Johntà Austin – composition, production, chœurs
- Bryan-Michael Cox – composition, production
- Phil Tan – mixage audio
- Herb Power – mastering
- Brian Frye – ingénieur
- John Horesco – ingénieur

## Classements
| Pays                                       | Position | Certification |
| ------------------------------------------ | -------- | ------------- |
| Australie                                  | 6        | Or            |
| Irlande                                    | 15       | –             |
| Nouvelle-Zélande                           | 5        | –             |
| Royaume-Uni                                | 9        | –             |
| États-Unis Billboard Hot 100               | 2        | Or            |
| États-Unis Billboard Hot Dance Club Play   | 23       | Or            |
| États-Unis Billboard Hot R&B/Hip-Hop Songs | 2        | Or            |
| États-Unis Billboard Pop Songs             | 1        | Or            |

| Pays        | Position | Année | Période   |
| ----------- | -------- | ----- | --------- |
| Australie   | 84       | 2005  | 2004-2005 |
| Royaume-Uni | 117      | 2005  | 2004-2005 |
| États-Unis  | 15       | 2005  | 2004-2005 |

## Historique des sorties
| Pays             | Date            | Format               |
| ---------------- | --------------- | -------------------- |
| Australie        | 2 octobre 2005  | Téléchargement légal |
| Nouvelle-Zélande | 2 octobre 2005  | Téléchargement légal |
| États-Unis       | 11 octobre 2005 | CD single            |

## Compléments